# Thomas Charles Leeson Rowbotham
Pour les articles homonymes, voir Rowbotham.
Thomas Charles Leeson Rowbotham (né en 1823 à Dublin et mort le 30 juin 1875 à Percy Lodge, Camden Hill, dans le quartier de Kensington de Londres) est un aquarelliste et lithographe irlandais.

## Biographie
Thomas Charles Leeson Rowbotham est le fils de l'aquarelliste Thomas Leeson Scrase Rowbotham (1783-1853). Formé par son père, il réalise un premier travail sérieux en 1847 lors d'un voyage de croquis au Pays de Galles.

## Œuvre

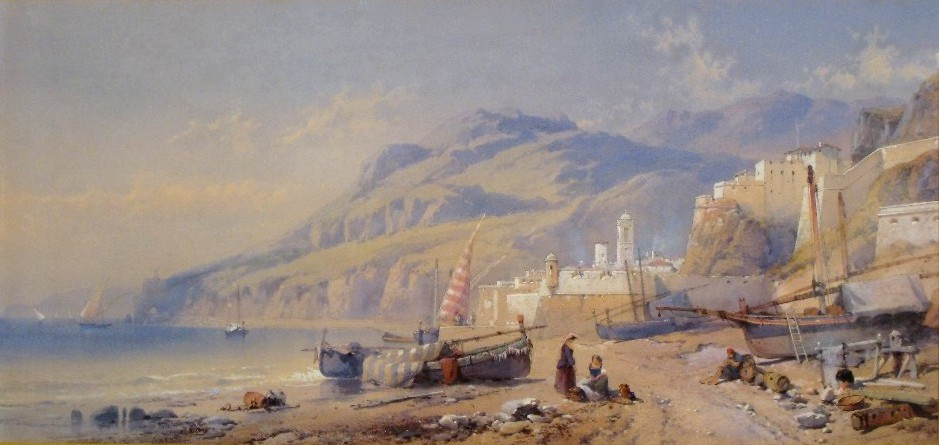
On the Coast near Genoa, 1860.

Son travail a été exposé à la Royal Academy et à la Suffolk Street Gallery et dans d'autres galeries prestigieuses de l'époque. En 1848 il est élu associé du Royal Institute of Painters in Water Colors, il en devient membre à part entière en 1851.
Il succéde à son père en tant que professeur de dessin à la Royal Naval School de New Cross à Greenwich. Ensemble, ils ont collaboré pour réaliser The Art of Painting in Watercolours. Thomas Charles a aussi réalisé les illustrations de l'œuvre de son père : The Art of Sketching from Nature.
Plus tard, il se spécialise dans les paysages italiens, en particulier les paysages côtiers et lacustres. En 1875, Rowbotham publie un petit volume intitulé English Lake Scenery and Picturesque Scottish Scenery ; il publie également une série de vues chromolithographiques de Wicklow et Kilarney. Une série de paysages intitulée T.L. Rowbotham's Sketch Book a été publiée après sa mort.
Il a publié plusieurs ouvrages de paysages anglais, écossais et irlandais.